# Bad Moon - Luna mortale
Bad Moon-Luna Mortale (Bad Moon) è un film del 1996 diretto da Eric Red.
Tratto dal romanzo Thor di Wayne Smith, è un film Horror/Gore dai toni drammatici, che apre di fatto le porte ai moderni film di lupi mannari, riprendendo le tematiche analizzate da Mike Nichols nel suo Wolf - La belva è fuori, e riadattandole ad un pubblico più attento agli effetti speciali e assuefatto alla violenza tipicamente gore dei primi anni novanta.

## Trama
Durante una spedizione di lavoro in Nepal, i fotoreporter Ted Harrison e la sua ragazza Marjorie vengono attaccati da un lupo mannaro. Il lupo mannaro afferra Marjorie e Ted tenta di salvarla ma viene morso alla spalla. Riesce a uccidere il lupo mannaro con il suo fucile, ma non prima che uccida Marjorie.
Cercando l'isolamento, Ted si trasferisce in una roulotte nel bosco. Alla fine, invita sua sorella, Janet, e suo nipote, Brett, a un pasto a casa sua sul lago. Dopo averlo visto, il cane di famiglia, Thor, corre nel bosco. Sentendo un odore, Thor viene condotto a resti umani appesi a un ramo di un albero. Nel frattempo, Ted mente a Janet, dicendole che Marjorie lo ha lasciato ed è tornata a Seattle. Janet lo invita a stare con loro, ma lui rifiuta e insiste che se ne vadano prima del tramonto.
Il giorno dopo, le autorità indagano sui resti di diversi escursionisti scomparsi e di una guardia forestale, trovati nei boschi vicino alla roulotte di Ted. Temendo di essere dichiarato colpevole, Ted chiama Janet e accetta la sua offerta. All'arrivo, Thor è di nuovo sospettoso di Ted e si comporta in modo ostile nei suoi confronti. Più tardi quella sera, Thor segue Ted nei boschi e lo trova trasformato in un lupo mannaro e ammanettato a un albero. Nel frattempo, Janet va nei boschi alla ricerca di Thor. Consapevole del pericolo, Thor la riporta sana e salva a casa.
La mattina dopo, Janet vede un notiziario sugli omicidi e affronta il fratello per non averle detto il motivo per cui ha accettato il suo invito e gli chiede di rimanere in modo permanente. Ted cerca di metterla in guardia consigliandole di prestare attenzione ai repentini cambiamenti di comportamento di Thor. Accenna anche che gli omicidi sono stati commessi da un lupo. Lei lo ignora. Più tardi, mentre tramonta il sole, esce dalla sua roulotte nella speranza di incatenarsi di nuovo. Thor, sapendo cosa sta succedendo, abbaia finché Brett non lo lascia uscire di casa. Corre nel bosco per scoprire che Ted era troppo tardi per ammanettarsi. Thor segue le tracce di Ted fino al cortile e Ted lo attacca, ma il cane si ribella. Janet si sveglia e accende le luci del ponte, spaventando Ted. Vede Thor ferito e chiama lo sceriffo; tuttavia, quando va alla roulotte di Ted per raccontarglielo, trova un libro sui lupi mannari, con allegate foto raccapriccianti del corpo di Marjorie e di alcune delle vittime di Ted. Trova anche un diario in cui Ted racconta nei dettagli il suo tumulto per non aver trovato una cura per la sua "malattia" e le sue speranze di trovare pace vicino alla sua famiglia. Più tardi quella notte, il commesso viaggiatore che aveva precedentemente cercato di incastrare Thor per un attacco, torna nel cortile di Janet con l'intenzione di uccidere Thor, ma viene invece ferito mortalmente da Ted.
Lo sceriffo interroga Janet su Thor e la informa che il venditore è stato attaccato da un animale selvatico; il suo corpo mutilato è stato trovato vicino alla sua proprietà. Lei chiede se potrebbe essere stato un lupo, ma lo sceriffo respinge la cosa e le consiglia di mandare Thor al canile. Non credendo che Thor possa essere l'assassino, affronta Ted, che provoca Thor ad attaccarlo. Di conseguenza, Thor viene portato al canile. Ted urina sulla cuccia di Thor ed è ostile nei confronti di Brett.
Quella notte, Janet affronta Ted nel bosco. Lui la accusa di non aver ascoltato i suoi avvertimenti e di aver sempre saputo la verità. Mentre si trasforma, lei scappa di nuovo a casa e recupera un revolver nascosto in cucina. Nel frattempo, Brett riesce a sgattaiolare fuori e liberare Thor dal canile. Thor torna a casa proprio mentre Ted sta per attaccare Janet. Ne consegue una feroce lotta, che si conclude con Ted che lancia Thor dall'altra parte della stanza, apparentemente uccidendolo. Brett, tornato a casa, viene quasi strangolato da Ted, ma Janet gli spara diversi colpi. Quindi, Thor si lancia su Ted, facendoli cadere entrambi dalla finestra e nel cortile. Ted, gravemente ferito, si ritira nel bosco, ma Thor lo segue fino all'alba. Ted, ora umano, emerge da dietro un albero e dice a un Thor riluttante di "farlo". Thor, capendo che Ted vuole porre fine alla sua esistenza maledetta, lo uccide. Dopo, Janet si scusa con Thor per averlo portato al canile. All'improvviso, Thor, in versione lupo mannaro, le ringhia contro, ma si rivela solo un incubo; Janet, Brett e Thor stanno guarendo dal loro calvario.

## Temi e riferimenti
Con la sua conclusione drammatica, il film si chiude con un messaggio volutamente pessimista: al contrario dei film sui lupi mannari degli anni immediatamente precedenti, Bad Moon-Luna Mortale, sarà il primo di una serie in cui la trasformazione non viene vista come un ritorno agli istinti selvaggi, alla vita primordiale e libera dell'uomo primitivo (vedi Wolf - La belva è fuori), ma come un fattore alienante dell'uomo, che scatena in lui violenza e brutalità indipendentemente dal suo carattere originale, e che ne decreta la distruzione morale, e lo destina a quella fisica.
Nella scena in cui Janet prepara la colazione, Brett sta guardando alla televisione il film Werewolf of London (1935). Lui e Ted parlano allora di "ciò che tutti dovrebbero sapere sui lupi mannari", ovvero di pallottole d'argento e luna piena, elementi che in realtà verranno presentati solo nel film The Wolf Man di Curt Siodmak (1941).